# Motike (Banja Luka)
Pour les articles homonymes, voir Motike.
Motike (en serbe cyrillique : Мотике) est une localité de Bosnie-Herzégovine. Elle est située sur le territoire de la ville de Banja Luka et dans la république serbe de Bosnie. Selon les premiers résultats du recensement bosnien de 2013, elle compte 2 622 habitants.

## Géographie

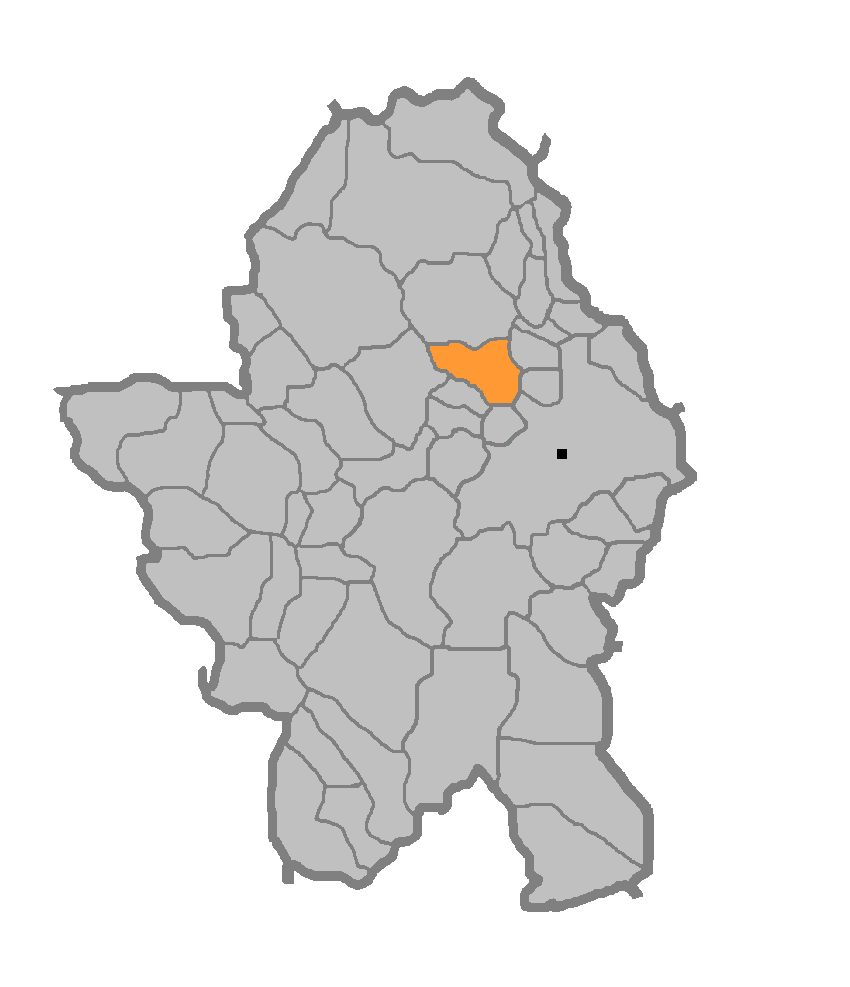
Localisation de la communauté locale de Motike dans la Ville de Banja Luka

Le village est situé au nord-ouest de Banja Luka, sur les bords de la rivière Rijeka.

## Histoire
Sur le territoire de la localité se trouvent deux édifices religieux catholiques inscrits sur la liste provisoire des monuments nationaux de Bosnie-Herzégovine : la chapelle Saint-Léopold-Mandić de Čivčije et la chapelle Saint-Roch de Ćelanovac.

## Démographie

### Évolution historique de la population dans la localité
| 1948 | 1953 | 1961  | 1971  | 1981  | 1991  | 2013  |
| ---- | ---- | ----- | ----- | ----- | ----- | ----- |
| -    | -    | 1 599 | 1 500 | 1 830 | 2 009 | 2 622 |

|  |